# Durell Software
Durell Software, brittisk datorspelsutvecklare grundad 1983 av Robert White. Fram till och med 1987 utvecklade Durell ett cirka 19 spel för olika 8-bitars-format, så som Oric-1, ZX Spectrum, C64 och Dragon 32. Företagets största hit var Harrier Attack som sålde cirka 250.000 exemplar. I slutet på 1987 sålde de hela sin spelproduktion till Elite Systems och koncentrerade sig istället på mer seriös mjukvara för den brittiska försäkringsmarknaden.

## Utvecklade spel
- Chain Reaction
- Combat Lynx
- Critical Mass
- Deep Strike
- Fat Worm Blows a Spanky
- Galaxy 5
- Harrier Attack
- Jungle Trouble
- Lunar Landing
- Mineshaft
- Operation Hormuz
- Saboteur
- Saboteur 2 - Avenging Angel
- Scuba Dive
- Sigma 7
- Spitfire
- Starfighter
- Thanatos
- Turbo Esprit